# North and South Women's Amateur Golf Championship
Het North and South Women's Amateur Golf  is een golfkampioenschap in de Verenigde Staten.
De eerste editie was in 1930. Het werd op baan 1 van de Pinehurst Resort in North Carolina gespeeld, dat toen pas vijf jaar bestond. Pinehurst is sindsdien gastheer van het toernooi gebleven. Het toernooi wordt in de zomer gespeeld en speelsters worden uitgenodigd op basis van hun nationale prestaties. De strokeplay wordt meestal gespeeld op baan 8, die een par van 72 heeft, de matchplay op de iets langere baan 2 gespeeld, waar de par 71 is.

## Winnaars
| - 1903: Myra D. Paterson - 1904: Myra D. Paterson - 1905: Houghton Dutton - 1906: Myra D. Paterson - 1907: Molly B. Adams - 1908: Julia R. Mix - 1909: Mary Fownes - 1910: Florence Vanderbeck - 1911: Louise Elkins - 1912: Mrs. J. Raymond Price - 1913: Lillian B. Hyde - 1914: Florence L. Harvey - 1915: Nonna Barlow - 1916: Nonna Barlow - 1917: Elaine Rosenthal - 1918: Dorothy Campbell - 1919: Nonna Barlow - 1920: Dorothy Campbell - 1921: Dorothy Campbell - 1922: Glenna Collett - 1923: Glenna Collett - 1924: Glenna Collett - 1925: Mrs. Melville Jones - 1926: Louise Fordyce - 1927: Glenna Collett - 1928: Opal Hill - 1929: Glenna Collett - 1930: Glenna Collett - 1931: Maureen Orcutt - 1932: Maureen Orcutt - 1933: Maureen Orcutt | - 1934: Charlotte Glutting - 1935: Estelle Lawson - 1936: Deborah Verry - 1937: Estelle Lawson Page - 1938: Jane Cothran - 1939: Estelle Lawson Page - 1940: Estelle Lawson Page - 1941: Estelle Lawson Page - 1942: Louise Suggs - 1943: Dorothy Kirby - 1944: Estelle Lawson Page - 1945: Estelle Lawson Page - 1946: Louise Suggs - 1947: Babe Zaharias - 1948: Louise Suggs - 1949: Peggy Kirk - 1950: Pat O'Sullivan - 1951: Pat O'Sullivan - 1952: Barbara Romack - 1953: Pat O'Sullivan - 1954: Joyce Ziske - 1955: Wiffi Smith - 1956: Marlene Stewart - 1957: Barbara McIntire - 1958: Carolyn Cudone - 1959: Ann Casey Johnstone - 1960: Barbara McIntire - 1961: Barbara McIntire - 1962: Clifford Ann Creed - 1963: Nancy Roth - 1964: Phyllis Preuss | - 1965: Barbara McIntire - 1966: Nancy Roth Syms - 1967: Phyllis Preuss - 1968: Alice Dye - 1969: Barbara McIntire - 1970: Hollis Stacy - 1971: Barbara McIntire - 1972: Jane Booth - 1973: Beth Barry - 1974: Marlene Stewart - 1975: Cynthia Hill - 1976: Carol Semple - 1977: Marcia Dolan - 1978: Cathy Sherk - 1979: Julie Gumlia - 1980: Charlotte Montgomery - 1981: Patti Rizzo - 1982: Anne Quast Sander - 1983: Anne Quast Sander - 1984: Susan Pager - 1985: LeeAnn Hammack - 1986: Leslie Shannon - 1987: Carol Semple Thompson - 1988: Donna Andrews - 1989: Page Marsh - 1990: Brandie Burton - 1991: Kelly Robbins - 1992: Stephanie Sparks - 1993: Emilee Klein - 1994: Stephanie Neill - 1995: Laura Philo | - 1996: Kristen Samp - 1997: Kerry Postillon - 1998: Beth Bauer - 1999: Beth Bauer - 2000: Candy Hannemann - 2001: Meredith Duncan - 2002: May Wood - 2003: Brittany Lang - 2004: Morgan Pressel - 2005: Yani Tseng - 2006: Jenny Suh - 2007: Alison Walshe - 2008: Kristie Smith - 2009: Amelia Lewis - 2010: Cydney Clanton - 2011: Danielle Kang - 2012: Austin Ernst - 2013: Ally McDonald - 2014: Alison Lee - 2015: Bailey Tardy - 2016: Kristen Gillman - 2017: Isabella Fierro - 2018: Stephanie Lau - 2019: Gabriela Ruffels - 2020: Rachel Kuehn - 2021: Gina Kim - 2022: Emilia Migliaccio - 2023: Anna Morgan |